# V přístavu
V přístavu (v anglickém originále On the Waterfront) je americké filmové drama, které v roce 1954 natočil Elia Kazan. Hlavní roli mladého bývalého boxera Terryho Malloye hraje Marlon Brando. Ten se setkal s dívkou jménem Edie Doyle, kterou hraje Eva Marie Saint a musí u soudu získat důvěru, že nezabil jejího bratra. Roli Terryho Malloye měl původně hrát John Garfield; ten však ještě před zahájením natáčení zemřel.
Hudbu k filmu složil Leonard Bernstein. Film získal řadu ocenění. Byl oceněn celkem osmi Oscary, za nejlepší režii, za nejlepší mužský herecký výkon v hlavní roli, za nejlepší ženský herecký výkon ve vedlejší roli, za nejlepší kameru, za nejlepší střih, za nejlepší výtvarnou stránku a nejlepší námět a scénář. Rovněž získal Zlatý glóbus za nejlepší režii a nejlepší mužský herecký výkon. V kategorii nejlepší film uspěl jak u Oscara, tak i u Zlatého glóbu.

## Obsazení
| Marlon Brando     | Terry Malloy                      |
| Eva Marie Saint   | Edie Doyle                        |
| Lee J. Cobb       | Michael J. Skelly (John Friendly) |
| Karl Malden       | Father Barry                      |
| Rod Steiger       | Charley „The Gent“ Malloy         |
| Pat Henning       | Timothy J. „Kayo“ Dugan           |
| Ben Wagner        | Joey Doyle                        |
| James Westerfield | Big Mac                           |